# Pico Vermelho (Ribeira Grande)
O Pico Vermelho (Ribeira Grande) é uma elevação portuguesa localizada no concelho da Ribeira Grande, na ilha de São Miguel, arquipélago dos Açores.
Este acidente geológico tem o seu ponto mais elevado a 269 metros de altitude acima do nível do mar. Encontra-se nas proximidades da zona termal das Caldeiras, e da vasta área florestal do Monumento Natural e Regional da Caldeira Velha.
As carateristias geológicas que se encontram subjacentes a esta formação permitem a acomulação abundante de águas, águas essas que pela sua qualidade de quantidade são usadas para o abastecimento público de várias localidades, nomeadamente: Rabo de Peixe, Pico da Pedra, Calhetas e etc.
Igualmente devido as especificas carateristias deste local geologicamente um ponto quente, foi aqui construída pela multinacional israelita Ormat uma central geotérmica, a Central Geotérmica do Pico Vermelho.